# Пфакофен
Пфакофен (нім. Pfakofen) — громада в Німеччині, розташована в землі Баварія. Підпорядковується адміністративному округу Верхній Пфальц. Входить до складу району Регенсбург. Складова частина об'єднання громад Альтеглофсгайм.
Площа — 15,29 км2. Населення становить 1637 ос. (станом на 31 грудня 2020).

## Галерея

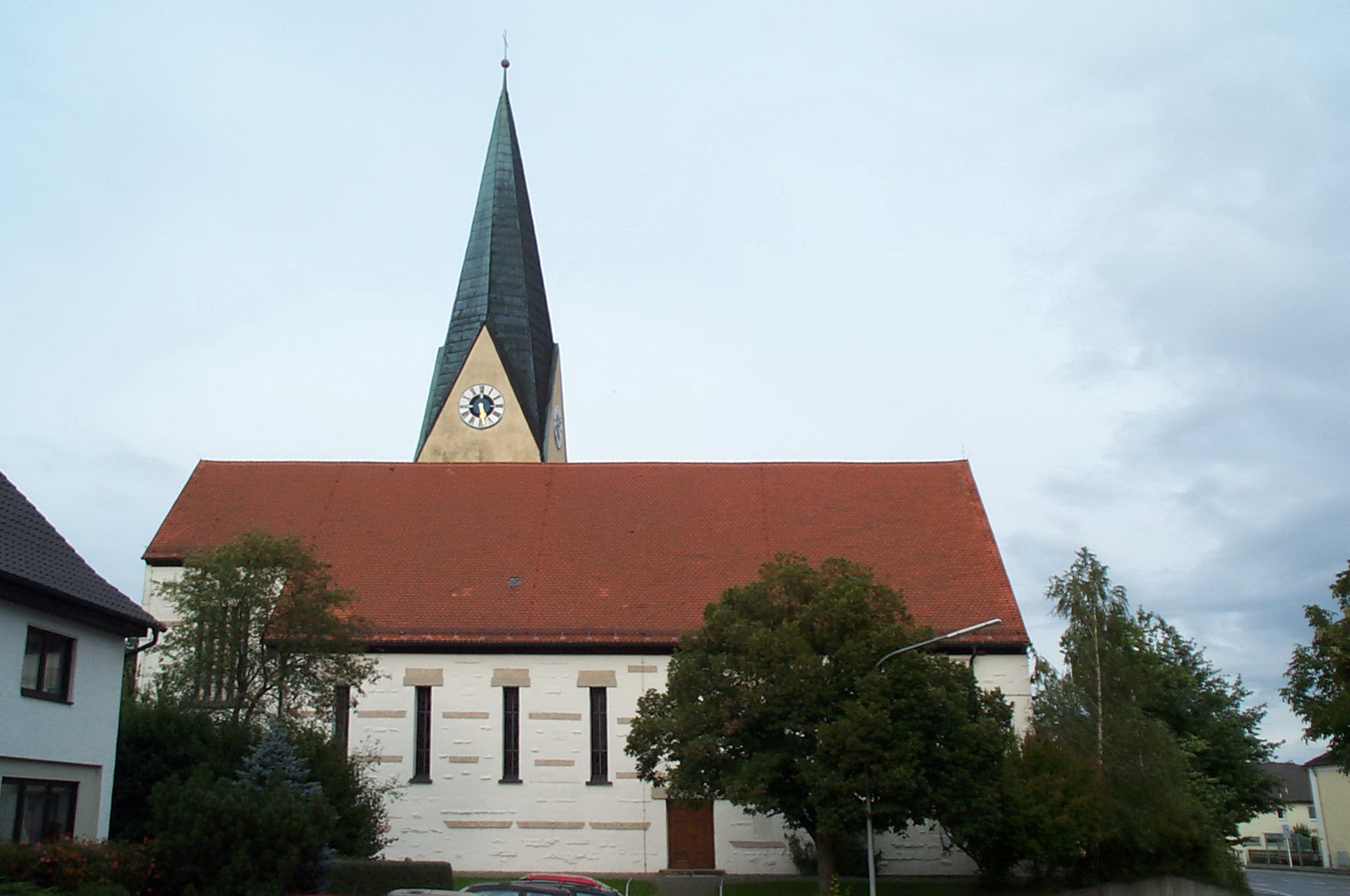
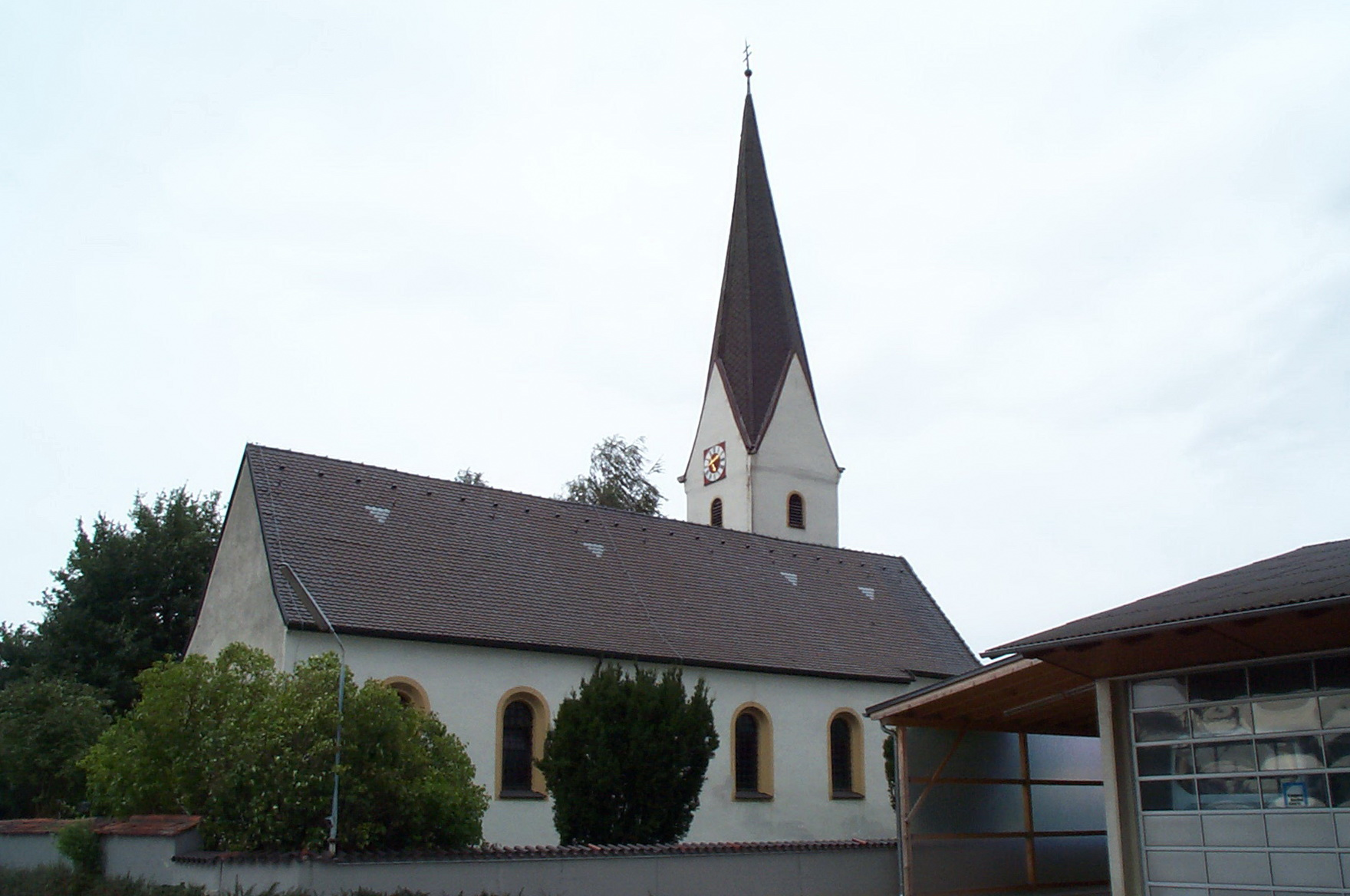
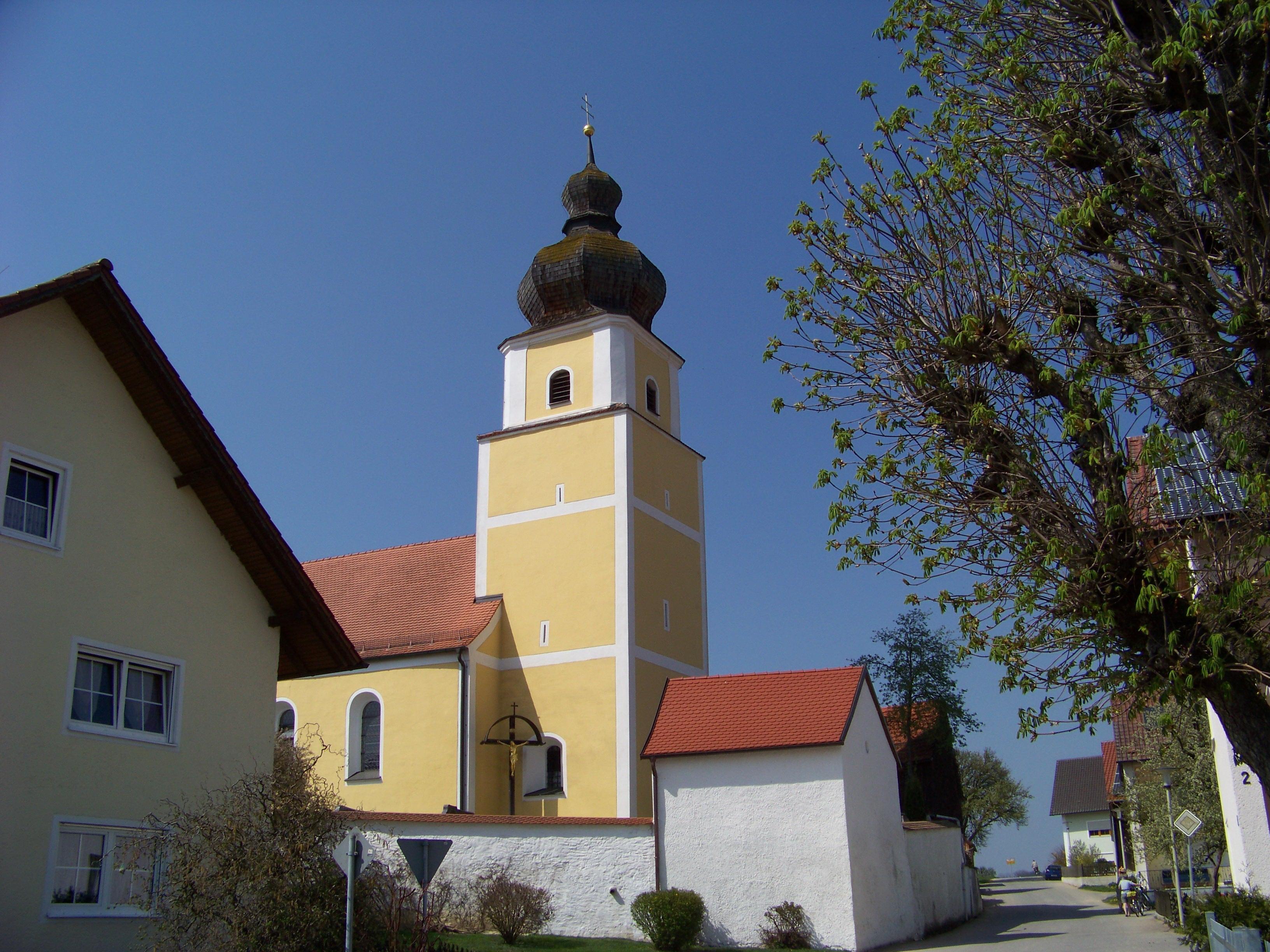